# マーティン・マサシ
マーティン・マサシ（Martin Irungu Mathathi、マーティン・イルング・マサシ、1985年12月25日 - ）は日本を拠点として活躍しているケニア共和国・中央州ニャフルル出身の陸上競技選手。専門は中・長距離走。シピリ高校を経て、現在、スズキ浜松アスリートクラブ所属。北京オリンピックおよび世界陸上選手権大阪大会10000mケニア代表。身長167cm体重49kg。

## 略歴
2004年12月12日、熊本甲佐10マイル公認ロードレース大会では44分41秒で走り優勝。10マイル競走の世界最高記録となった。
2005年8月8日、世界陸上選手権ヘルシンキ大会10000mではケネニサ・ベケレ、シレシ・シヒネと走り、27分12秒51で5位の成績を残した。2006年福岡で開催された第34回世界クロスカントリー選手権では3位入賞の成績を残した。
2007年7月28日、ケニア・ナイロビで開催されたケニア世界陸上代表選考会 ではジョセファト・ダビリに次ぐ2位（28分12秒4）となり、世界陸上選手権大阪大会ケニア代表に選出された。8月27日、大阪で開催された世界陸上選手権10000m決勝ではベケレ、シヒネに次ぐ3位（27分12秒17）となり、銅メダルを獲得した。
2008年7月5日、ケニア・ナイロビで開催されたオリンピックトライアル では28分03秒95で走り、モーゼス・マサイに次ぐ2位となり、北京オリンピックケニア代表に選出された。8月17日、北京オリンピック10000mでは自己新記録となる27分08秒25で走り、7位の成績を残した。
2009年5月3日、静岡国際陸上競技大会10000mでは26分59秒88で走り2位となり、ジョセファト・ダビリと同時に日本国内初の10000m26分台を記録。自己ベストを更新するものとなったが、日本国内初の記録としては上位のダビリのものが残った。6月27日、ケニア・ナイロビで開催されたケニア選手権では28分19秒13で走り8位となった。
2010年5月9日、仙台国際ハーフマラソンでハーフマラソンに初出場。2位のメクボ・ジョブ・モグス以下を1分以上突き放す、59分48秒の記録で優勝した。
群馬県で開催される全日本実業団対抗駅伝競走大会では2004年から2007年まで4年連続区間賞を獲得する活躍を見せるなど、駅伝においても優れた成績を残している。
2004年元日の第48回全日本実業団駅伝では1区（12.3 km）を務め、34分23秒の区間新記録を樹立。スズキでは第8回全日本実業団駅伝で4区を走った佐藤清以来、40年ぶりの区間賞獲得となった。2005年元日の第49回全日本実業団駅伝では3区（11.8 km）を30分59秒で走り区間新記録を刻み、区間賞を獲得するとともに、スズキ6位入賞の推進力を担った。2006年元日の第50回全日本実業団駅伝では3区を31分14秒で走った。26番手から12番手まで14人を抜く力走での区間賞獲得となった。
2007年元日の第51回全日本実業団駅伝では1区を務め、34分16秒の区間新記録を更新。1位でタスキを中川拓郎につないだ。2008年元日の第52回全日本実業団駅伝では3区を31分16秒で走りガトゥニ・ゲディオンらに次ぐ区間3位。12人を抜く快走を見せた。2010年の第54回全日本実業団駅伝では3区（8.3 km）を22分04秒で走りポール・タヌイ（九電工）、ダビリらと僅差の区間3位となった。
2011年9月、イギリスのグレートノースランで、大会最高記録となる58分56秒で優勝。
2012年12月2日、来日10年で初のマラソンとして福岡国際マラソンに挑戦するが、38km付近で途中棄権した。
2013年12月1日、前年途中棄権した福岡国際マラソンにて2時間7分16秒で優勝。

## 記録
- 1500m - 3分38秒57（2006年）
- 5000m - 13分03秒34（2004年）
- 10000m - 26分59秒88（2009年）
- 10マイル - 44分41秒（2004年）
- ハーフマラソン - 59分48秒（2010年）
- マラソン - 2時間7分16秒（2013年）